# Samir Sadaoui
Samir Sadaoui est un chanteur kabyle originaire de Tadmaït, en Algérie.

## Biographie
Samir Sadaoui commence la musique en 2008 avec la sortie de son premier album intitulé Sonia.

## Carrière musicale

### Style musicale
Samir Sadaoui a un style mêlant modernité et traditionalisme des musiques kabyles.